# 22 Andromedae
22 Andromedae este o stea din constelația Andromeda.